# Pearl Drums
Pearl Drums или Pearl Musical Instrument Company (яп. パール楽器製造株式会社 Па:ру гакки сэйдзо: кабусики-гайся) — японская компания, производящая музыкальные инструменты, преимущественно ударные. Основана 2 Апреля 1946 года.

## История
Компанию Pearl Drums основал Катсуми Янагисава, который начал производство музыкальных инструментов в Сумиде, одном из токийских специальных районов, 2 апреля 1946 года. В 1950 году Янагисава специализировался на изготовлении барабанов и назвал свою компанию «Pearl Industry, Ltd.».
В 1953 году название компании было изменено на «Pearl Musical Instrument Company», а производство расширилось и стало включать ударные установки, маршевые барабаны, литавры, тарелки, подставки, аксессуары.
Старший сын Янагисавы, Мицуо, присоединился к Pearl Drums в 1957 году и создал подразделение для экспорта продукции по всему миру.
Для удовлетворения растущего мирового спроса на ударные после появления рок-н-ролла, в 1961 году владельцы Pearl Drums построили завод площадью 1400 м² в городе Тиба и стали производить недорогие инструменты под более чем 30 торговыми марками: Maxwin, CB-700, Stewart, Werco, Ideal, Crest, Revelle, Revere, Lyra, Majestic, Whitehall, Apollo, Toreador, Roxy, и Coronet.
В 1966 году Pearl Drums представила свою первую профессиональную установку «President Series».
В настоящее время производство Pearl Drums в Тайване включает пять заводов, продукция которых поставляется на мировой рынок. Завод в Тибе сейчас обслуживает внутренний японский рынок, выпуская различные барабаны, литавры и симфонические колокола.
Перл внес много новшеств в производство ударных. В 1970-х годах они предложили конструкцию корпуса из композита, названного «деревянный фиберглас». Кроме того, в Pearl Drums скомбинировали рото-том и эти древесно-волокнистые обечайки для создания линии барабанов Vari-Pitch. Среди других ранних нововведений — обечайки, которые были несколько малого размера, так что мембрана барабана выходила за края. Перл также разработала навесное крепление для том-тома, которое широко используется и другими производителями инструментов.